# Solvatisering
Hydratisering omdirigerar hit. För den organisk-kemiska reaktionen, se hydratisering (reaktion).

En natriumjon som har solvatiserats av vatten.

Solvatisering är en process där molekyler i ett lösningsmedel binder till lösta joner genom främst jon-dipol-bindningar. När lösningsmedlet är vatten säger man att jonerna är hydratiserade.
Det komplex som bildas kallas solvat, och dess stabilitet beror bl. a. på storleken hos det lösta ämnets molekyler eller joner samt på lösningsmedlets dielektricitetskonstant.